# 케이티 파커
케이티 파커(Katie Parker)는 미국의 배우이다.

## 출연 작품

### 영화
- 2011 엡센시아
- 2014 오큘러스 - 전화상점 직원
- 2014 앨리캣

### 텔레비전
- 2018 힐 하우스의 유령
- 2020 블라이 저택의 유령